# Park im. płk. Jana Szypowskiego „Leśnika” w Warszawie
Park im. płk. Jana Szypowskiego „Leśnika” – park położony na Gocławku w warszawskiej dzielnicy Praga-Południe. Park jest ograniczony ulicami: Grochowską, Kwatery Głównej, Osowską, Trembowelską i Bitwy Grochowskiej.

## Historia
Park najprawdopodobniej powstał ok. 1780 wraz ze zbudowaniem przez prymasa Michała Poniatowskiego dworku. Obecny dworek przy ul. Kwatery Głównej to pałacyk Osterloffów, wzniesiony w latach 30. XIX wieku.
W 1924 kupiła go rodzina Wierzbickich. Andrzej Wierzbicki odbudował dworek oraz zagospodarował sąsiadujący z nim teren, na którym istniał już ogród daliowy. Posadzono nowe drzewa i krzewy, a także wytyczono alejki. Powstała również scena teatralna, na której jeszcze w latach 60. XX wieku były organizowane występy artystów oraz zabawy taneczne. Uległa ona spaleniu, a jej fragmenty zachowały się w pobliżu obecnego placu zabaw.
Po II wojnie światowej do budowy murków i słupów pergoli znajdujących się w parku przy kręgu tanecznym wykorzystano m.in. fragmenty macew z likwidowanego cmentarza żydowskiego na Bródnie. Znalazły się tam również elementy cokołu pomnika Lotnika z placu Unii Lubelskiej.
Od końca lat 50. XX wieku park nosił nazwę 13 września 1944 roku. W latach 1990–2005 nosił nazwę Piotra Wierzbckiego. W 2005 przemianowano go na park im. płk. Jana Szypowskiego „Leśnika”. Odbyło się to na wniosek Rady Dzielnicy Praga-Południe. Przy wejściu do parku ustawiono kamień z metalową tablicą upamiętniającą Jana Szypowskiego.
W 2014 rozebrano pergolę znajdującą się w parku, a potłuczone kawałki macew, z których powstała, zostały przewieziony na cmentarz żydowski na Bródnie.

## Opis
Na terenie parku znajdują się m.in.:
- wybieg dla psów o pow. 130 m²
- plac zabaw;
- Ośrodek Sportowy TKKF;
- ogród jordanowski, w którego skład wchodzą m.in. boiska sportowe.

Występują tu drzewa iglaste (m.in. sosny, modrzewie), liściaste (m.in. topole, dęby, lipy, robinie akacjowe, kasztanowce, leszczyny i olsze).

## Galeria

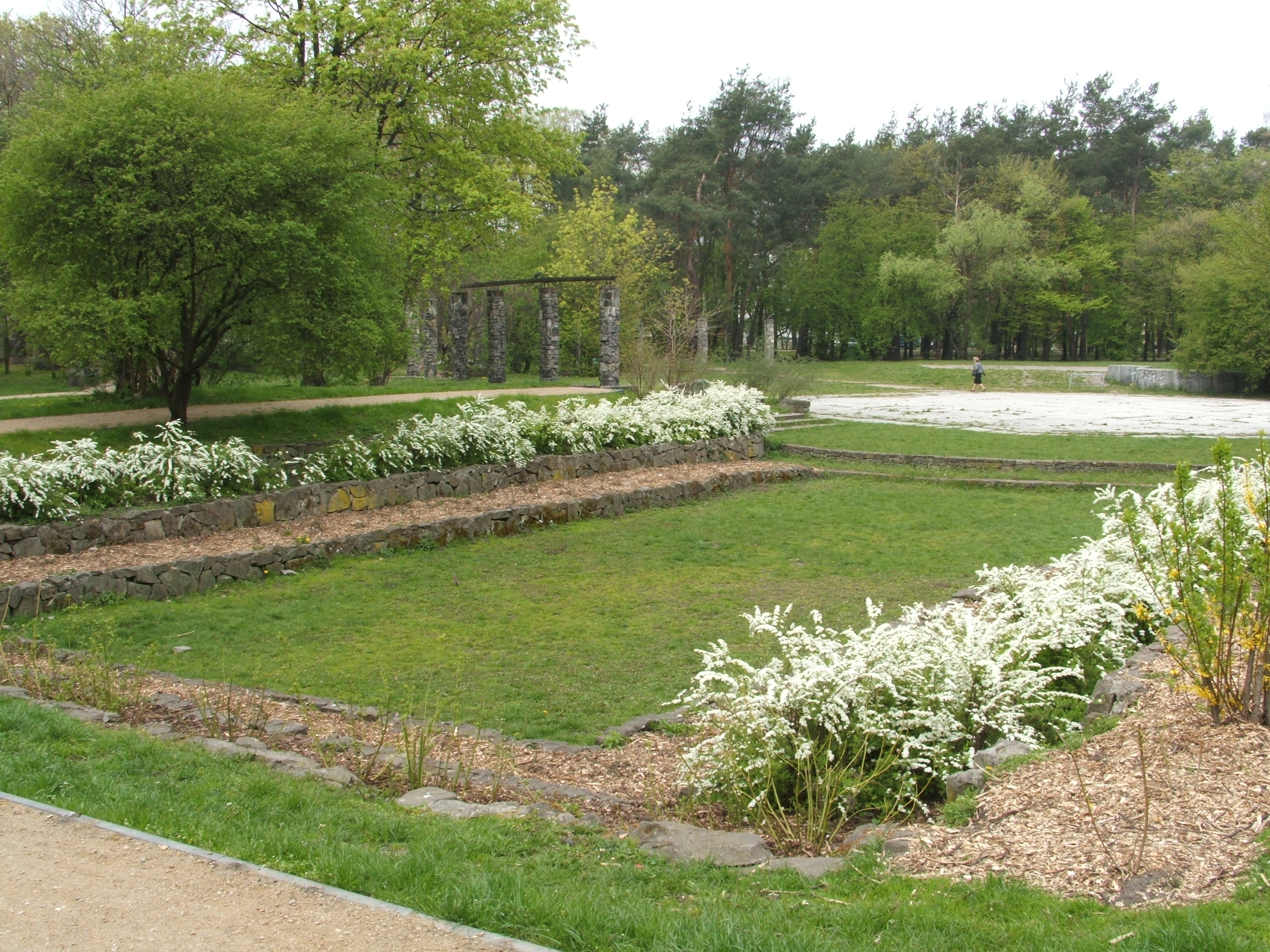
Fragment parku
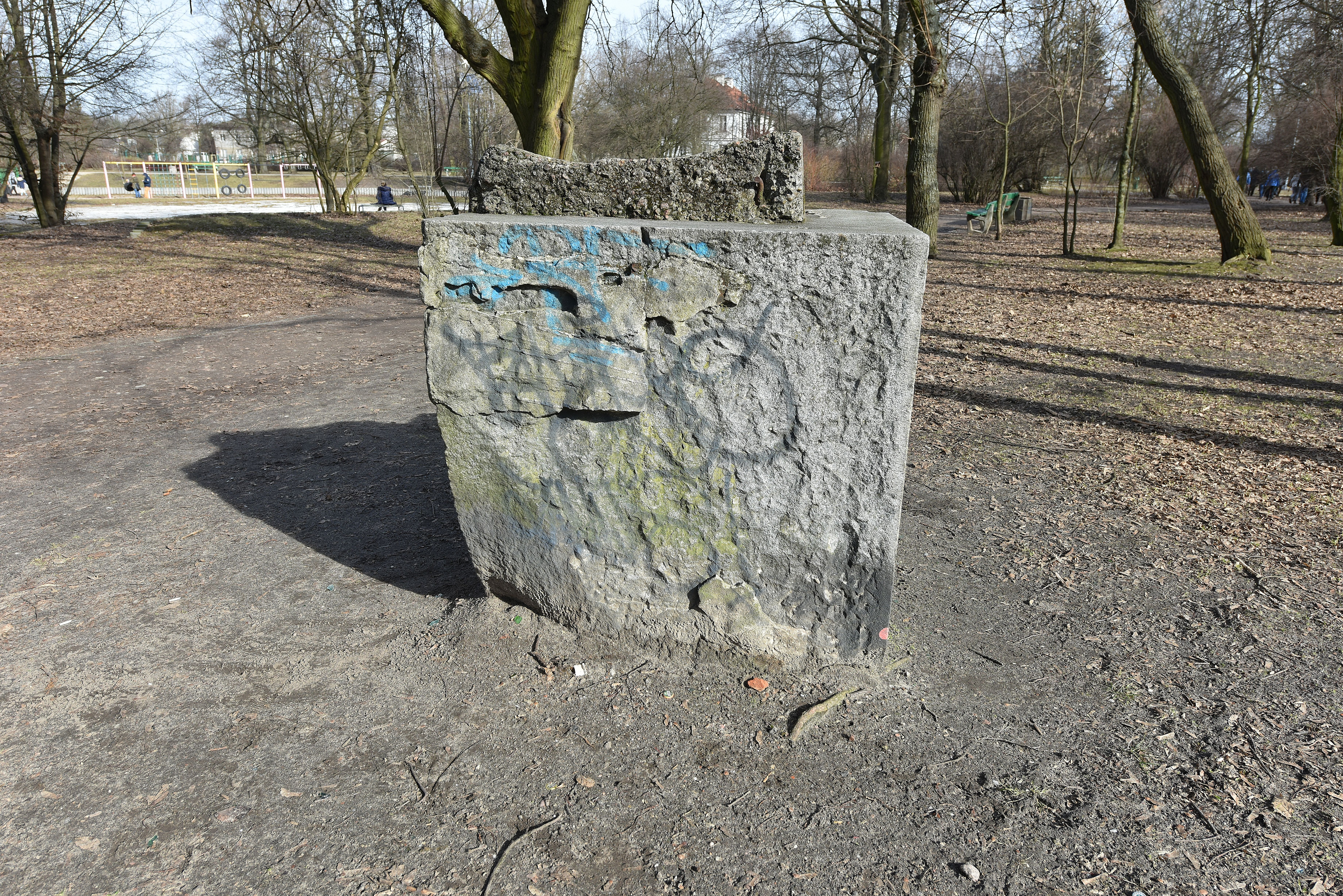
Fragment cokołu pomnika Lotnika
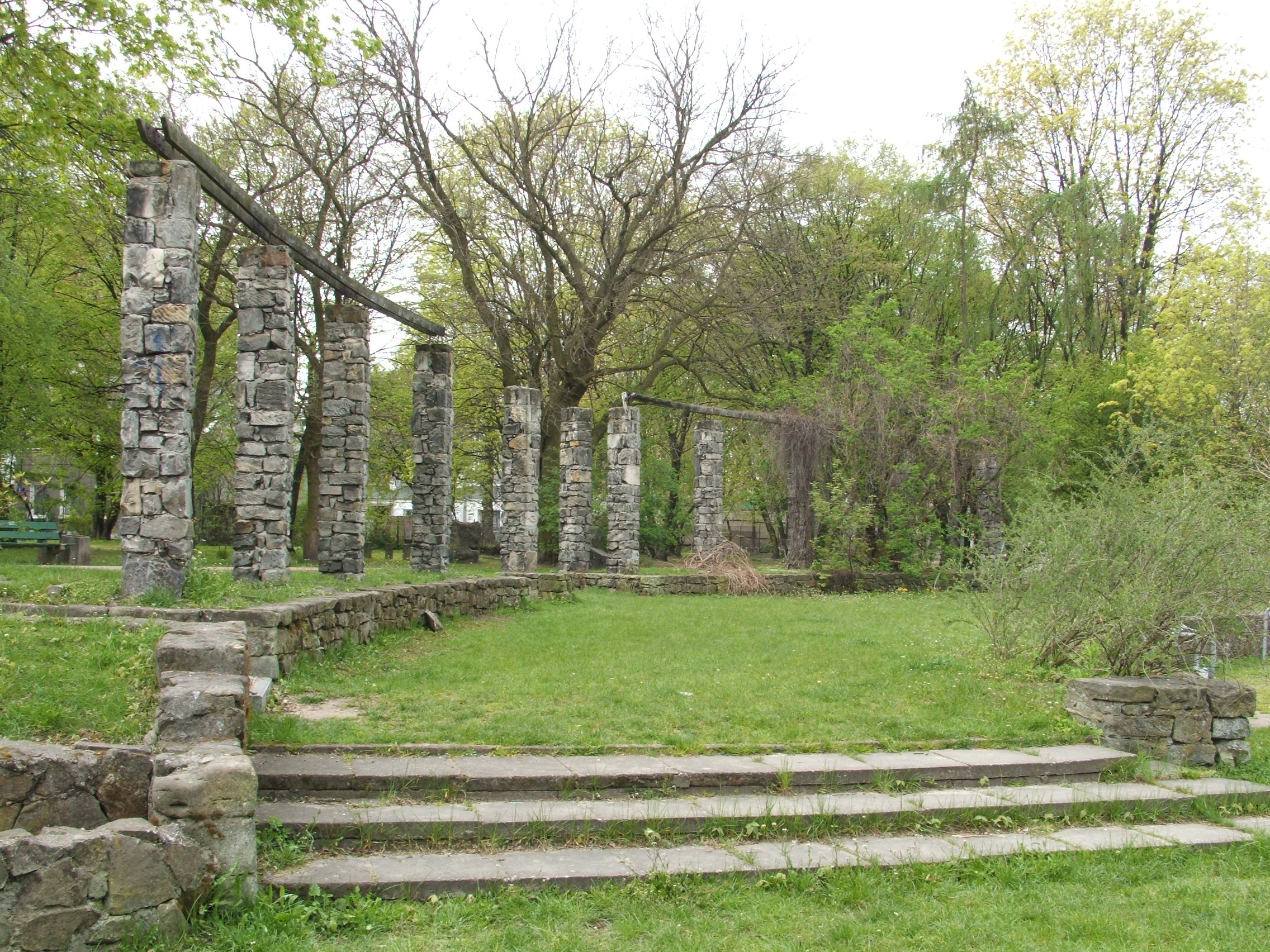
Nieistniejąca pergola zbudowana z macew z cmentarza żydowskiego na Bródnie
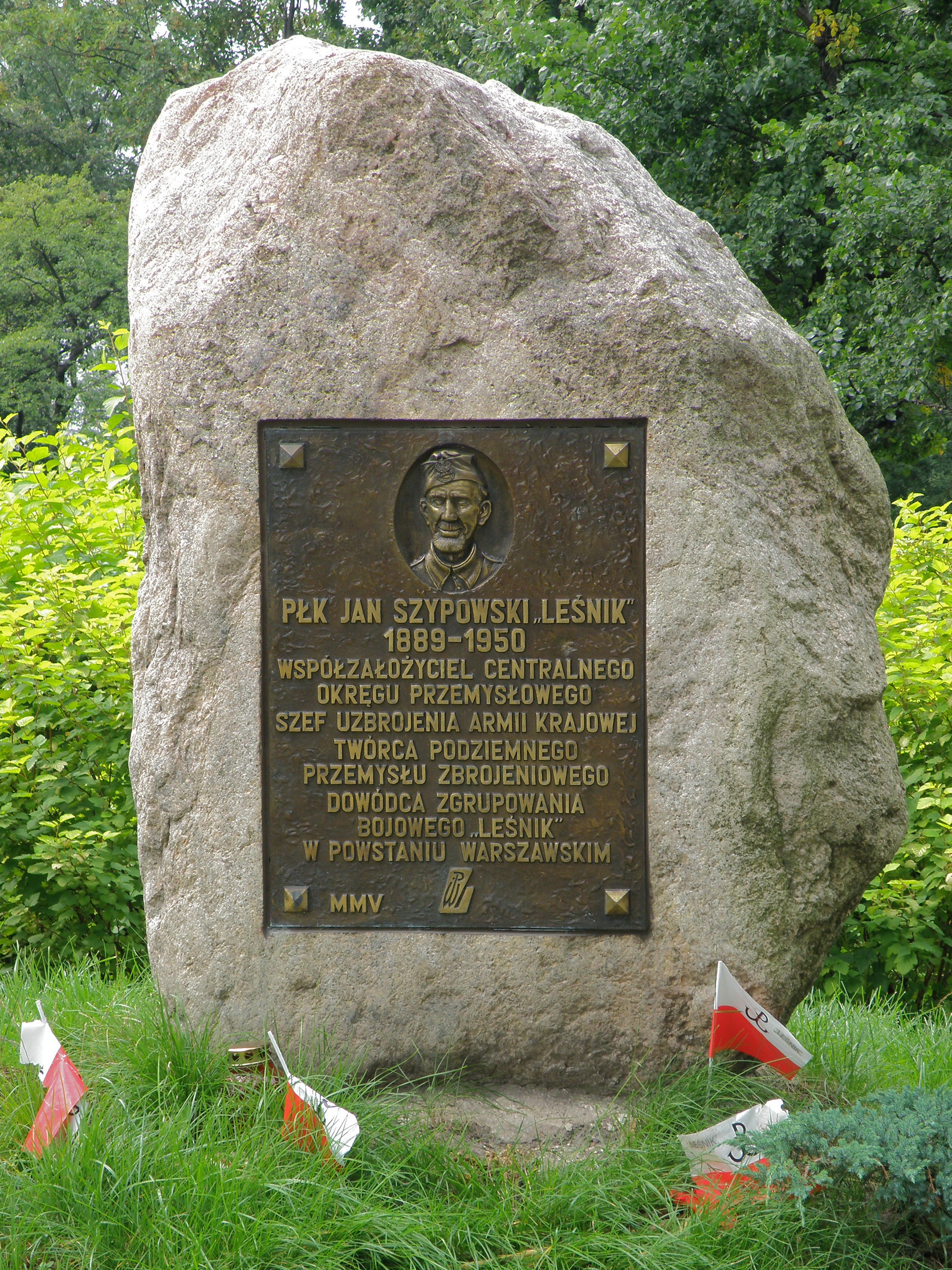
Kamień z tablicą upamiętniający płk. Jana Szypowskiego „Leśnika”